# 21-я дивизия подводных лодок
21-я дивизия подводных лодок, 21-я «Констанцская» ордена Ушакова I степени дивизия подводных лодок Черноморского флота — соединение подводных лодок Черноморского флота ВМФ СССР, существовавшее в период с 1951 по 1956 годы.

## История соединения
Дивизия была сформирована 27 января 1951 года на базе управления 2-й бригады подводных лодок Черноморского флота. В состав дивизии были включены 151-я, 152-я и 153-я бригады подводных лодок, реорганизованные из дивизионов ПЛ 2-й бригады ПЛ. Также унаследовала почётное звание «Констанцская».
21-я дивизия подводных лодок была расформирована в апреле 1956 года, управление дивизии переформировано в управление 155-й отдельной бригады подводных лодок.

## Система базирования
- 151-я бригада (Балаклава), 10 подводных лодок типа «М»;
- 152-я бригада (Балаклава, позднее Одесса), 9 подводных лодок типа «М» XV серии, плавбаза «Эльбрус», «Буг», плавказарма ПКЗ-34, торпедолов ТЛ-26, СТЖ-8;
- 153-я бригада (Севастополь), в разное время: 6 подводных лодок типа «М», 3 типа «С»; С-96, С-97, С-147, С-157, С-217, С-165, С-287, С-344, С-338 проекта 613.

## Командный состав

### Командир
- контр-адмирал Егоров, Сергей Григорьевич (1951—1952);
- контр-адмирал Иванов, Владимир Никифорович (1952—1954).

### Начальник штаба
- капитан 1-го ранга Парамошкин, Павел Иванович, начальник штаба 2-й (152-й) бригады подводных лодок —  (ноябрь 1949 — май 1951), затем командир 154-й отдельной бригады подводных лодок — (май 1951 — ноябрь 1953);
- капитан 1-го ранга, с 31 мая 1954 контр-адмирал Хияйнен, Лев Петрович (май 1951 — ноябрь 1954);
- капитан 1-го ранга Смирнов Николай Иванович (29 ноября 1954 — апрель 1956).